# Amarum
Amarum je léčivo nebo rostlinná droga obsahující hořké látky (zejména hořčiny), stimulující sekreci trávicích šťáv a povzbuzující chuť k jídlu. 
Mezi amara patří např. chinin, nať jablečníku, nať vachty, kořen hořce aj.